# Nokia N900
Nokia N900 este un telefon mobil produs de compania Nokia. Are sistem de operare Maemo (Debian) bazat in totalitate pe Linux. A fost conceput inital pentru dezvoltatorii Nokia ca si N950, apoi a iesit la sara larga pentru public. Are Bluetooth, Wi-Fi, Infraroșu. Traficul de date se poate realiza cu GPRS, EDGE, HSDPA, HSUPA sau prin UMTS. Procesorul este Cortex-A8 tactat la 600 MHz, memoria internă de 32 GB și are 256 MB RAM. Slotul microSD suportă până la 16 GB și este echipat cu o ieșire TV. Difuzoarele sunt stereo și are o mufă audio de 3.5 mm.

## Design
Partea frontală este ocupată aproape în totalitate de ecranul de 3.5 inch. În partea din față se găsesc camera pentru apeluri video, difuzorul, LED-ul de stare, senzorii de proximitate și de lumină ambientală. LED-ul de stare poate fi setat ca să clipească în momentul în care este primit un mesaj sau este pierdut un apel.
În partea de sus este portul micro-USB și unul dintre cele două difuzoare stereo.
Celălalt difuzor se află în partea de jos, alături de butonul de tip comutator ce blocheaza ecranul, tastatura și muf audio de 3.5 mm.
În partea stângă smartphone-ul nu are niciun buton. Partea dreaptă găzduiește butonul de control al volumului și un port infraroșu. Tot aici se află butonul de pornire/oprire a telefonului și butonul dedicat capturării foto/video.
În partea din spate N900 are camera foto de 5 megapixeli care este protejată cu un capac împotriva zgârieturilor. Camera dispune de un bliț LED dublu. 

## Multimedia
Nokia N900 dispune de un ecran TFT de 3.5 touchscreen rezistiv care suportă 16 milioane de culori și are o rezolutie de 800×480 pixeli. Include caracteristici precum senzorul de proximitate și accelerometru. Camera foto este de 5 megaixeli cu lentile Carl Zeiss Tessar și bliț cu LED dublu. Camera secundară este VGA este pentru apeluri video.
Clipurile video sunt capturate la o rezoluție de 848 x 480 pixeli, 22-24 cadre pe secundă și bitrate de aproximativ 3200 kbps.
Are ieșire TV și mufă audio de 3.5 mm. Media player-ul oferă posibilitatea de a asculta posturi de radio prin Internet.
Formatele audio suportate sunt MP3/WMA/WAV/eAAC+ și formatele video WMV/RealVideo/MP4/AVI/XviD/DivX.
Mesajele se pot vizualiza în format HTML.
Este dotat si cu FM-Transmitter (e capabil sa transmita unde audio pe FM-ul radiourilor uzuale, precum un modulator de masina)
Din fabrica este destul de saracacacios in aplicatii, neincluzand software pt radio, insa se poate imbunatati ulterior.
Cu ajutorul unor aplicatii se pot imbunatati considerent caracteristicile terminalului. De exemplu, procesorul poate rula "safe" la 900MHz si pana la 1150MHz (ATENTIE, recomandat doar pentru utilizatorii experti!), se poate folosi ca telecomanda universala, se pot citi e-bookuri/audio bookuri, poate suporta mai multe tipuri de video, incluzand HD (preluand subtitrarea prezenta in folder), poate deveni un server,  e capabil sa captureze poze in unghi de 360', sa nu uitam de jocuri si emulatoare (avand accelerator grafic), International TV Online si multe alte aplicatii utile.
Un expert in Linux il poate transforma intr-un gadget ce se poate utiliza in toate domeniile tehnice, inclusiv in medicina.

## Conectivitate
Browser-ul suportă Adobe Flash 9.4.
N900 se conectează la Internet prin intermediul Wi-Fi 802.11 b/g și 3G. Are functie de Hot-Spot (router Wi-Fi via GSM network connection). Cablu micro-USB este folosit la conectivitate locală de transfer de date.
GPS-ul este compatibil cu A-GPS și este preinstalată aplicația Ovi Maps. Are Bluetooth 2.1 cu suport A2DP și un port Infraroșu.

## Caracteristici
- Ecran TFT de 3.5 inchi cu rezoluția de 800 x 480 pixeli
- Procesor Cortex A8 de 600 MHz
- Memorie internă 32 GB, RAM 256 MB
- Cameră de 5 megapixeli cu bliț LED dublu
- GPRS/EDGE/HSDPA/HSUPA
- Wi-Fi 802.11 b/g
- GPS cu A-GPS
- Mufă audio de 3.5 mm
- Sistem de operare Maemo 5
- Bluetooth 2.1 cu A2DP
- Suport micro-USB 2.0
- Accelerometru, senzor de proximitate